# وینس دیفیوره
وینس دیفیوره (به انگلیسی: Vince DiFiore) (زاده ۱۷ دسامبر ۱۹۶۳) موسیقی‌دان آمریکایی است.
او عضو گروه کیک است.